# 宮本邦彦
宮本 邦彦（みやもと くにひこ、1899年〈明治32年〉9月6日 - 1984年〈昭和59年〉4月24日）は、昭和期の農林技官、実業家、政治家。参議院議員（1期）。

## 経歴
長野県長野市出身。1928年（昭和3年）九州帝国大学農学部農学科を卒業した。
高知県農林技師、宮城県農林技師、興亜院技師などを務めた。戦後農林省に入省し、農林技師、関東開拓事務所長、農林省東京農地事務局事業部長、同建設部長などを務めた。
1950年（昭和25年）6月の第2回参議院議員通常選挙で全国区に自由党公認で出馬して当選し、参議院議員に1期在任した。1956年（昭和31年）7月の第4回通常選挙で全国区に自由民主党公認で立候補したが落選した。
その他、全国土地改良協会理事、農業土木学会（現農業農村工学会）理事、宮本地質コンサルタント社長などを務めた。
1969年（昭和44年）秋の叙勲で勲三等旭日中綬章受章（勲五等からの昇叙）。
1984年（昭和59年）4月24日死去、84歳。死没日をもって従五位から従四位に叙される。